# Alfons de Cardona i Milà d'Aragó
Alfons de Cardona i Milà d'Aragó (Regne de València, 1600 - 1659) fou el primer marquès de Castellnou, virrei de Mallorca i conseller de guerra. Fill d'Antoni de Cardona i de Borja i de Caterina Milà d'Aragó. Es va casar el 1617 amb Jerònima d'Alagó i de Requesens, van tenir com a fills Martí de Cardona i d'Alagó i Antoni de Cardona i d'Alagó, segon Marquès de Castellnou.
Del matrimoni amb Margarida Teresa d'Erill i de Maymo, comtessa d'Erill, filla d'Alfons d'Erill virrei de Sardenya i batlle de Catalunya, van nàixer:
- Joana de Cardona i d'Erill.
- Elisabet de Cardona i d'Erill.
- Maria de Cardona i d'Erill.
- Caterina de Cardona i d'Erill, es casà amb Antoni Carafa.
- Hipòlita de Cardona i d'Erill.
- Josep Folc de Cardona i d'Erill, comanador de Sant Jordi d'Alfama i d'Alcalà de Xivert, conseller de guerra.[3]